# Saint-Geniès-de-Malgoirès
Pour les articles homonymes, voir Saint-Geniès.
Saint-Geniès-de-Malgoirès [sɛ̃ ʒənjɛs də malɡwaʁɛs] est une commune française située dans le centre du département du Gard, en région Occitanie.
Exposée à un climat méditerranéen, elle est drainée par l'Esquielle, le ruisseau de l'Auriol, le Rouvégade et par deux autres cours d'eau. Incluse dans les gorges du Gardon, la commune possède un patrimoine naturel remarquable composé de quatre zones naturelles d'intérêt écologique, faunistique et floristique.
Saint-Geniès-de-Malgoirès est une commune urbaine qui compte 3 172 habitants en 2022, après avoir connu une forte hausse de la population depuis 1968. Elle est ville-centre de l'agglomération de Saint-Geniès-de-Malgoirès et fait partie de l'aire d'attraction de Nîmes. Ses habitants sont appelés les Mediogozins ou  Mediogozines.

## Géographie
Elle est la ville-centre d'une unité urbaine de l'aire urbaine de Nîmes.
| Domessargues  | Sauzet                    | Saint-Chaptes |
| Mauressargues | Saint-Geniès-de-Malgoirès | La Calmette   |
| Montagnac     | Montignargues             | La Rouvière   |

Elle est l'une des quatorze communes constituant l'ancienne Communauté de communes de Leins Gardonnenque dont elle hébergeait le siège administratif.

Saint-Geniès-de-Malgoirès est l'une des 75 communes membres du Schéma de Cohérence Territoriale SCOT du Sud du Gard (voir lien) et fait également partie d'une des 41 communes du Pays Garrigues Costières.

### Climat
Pour des articles plus généraux, voir Climat de l'Occitanie et Climat du Gard.
En 2010, le climat de la commune est de type climat méditerranéen franc, selon une étude s'appuyant sur une série de données couvrant la période 1971-2000. En 2020, Météo-France publie une typologie des climats de la France métropolitaine dans laquelle la commune est exposée à un climat méditerranéen et est dans la région climatique Provence, Languedoc-Roussillon, caractérisée par une pluviométrie faible en été, un très bon ensoleillement (2 600 h/an), un été chaud (21,5 °C), un air très sec en été, sec en toutes saisons, des vents forts (fréquence de 40 à 50 % de vents > 5 m/s) et peu de brouillards.
Pour la période 1971-2000, la température annuelle moyenne est de 14 °C, avec une amplitude thermique annuelle de 17,3 °C. Le cumul annuel moyen de précipitations est de 836 mm, avec 6,6 jours de précipitations en janvier et 3 jours en juillet. Pour la période 1991-2020, la température moyenne annuelle observée sur la station météorologique la plus proche, située sur la commune de La Rouvière à 2 km à vol d'oiseau, est de 14,5 °C et le cumul annuel moyen de précipitations est de 914,4 mm,. Pour l'avenir, les paramètres climatiques de la commune estimés pour 2050 selon différents scénarios d’émission de gaz à effet de serre sont consultables sur un site dédié publié par Météo-France en novembre 2022.

### Milieux naturels et biodiversité

#### Espaces protégés
La protection réglementaire est le mode d’intervention le plus fort pour préserver des espaces naturels remarquables et leur biodiversité associée,.
La commune fait partie de la zone de transition des gorges du Gardon, un territoire d'une superficie de 23 800 ha reconnu réserve de biosphère par l'UNESCO en 2015 pour l'importante biodiversité qui la caractérise, mariant garrigues, plaines agricoles et yeuseraies,.

#### Zones naturelles d'intérêt écologique, faunistique et floristique
L’inventaire des zones naturelles d'intérêt écologique, faunistique et floristique (ZNIEFF) a pour objectif de réaliser une couverture des zones les plus intéressantes sur le plan écologique, essentiellement dans la perspective d’améliorer la connaissance du patrimoine naturel national et de fournir aux différents décideurs un outil d’aide à la prise en compte de l’environnement dans l’aménagement du territoire.
Deux ZNIEFF de type 1 sont recensées sur la commune :
la « rivière du Gardon entre Moussac et Russan » (682 ha), couvrant 7 communes du département, et 
le « vallon du Rouvegade » (10 ha), couvrant 3 communes du département
et deux ZNIEFF de type 2, : 
- le « bois de Lens » (8 318 ha), couvrant 19 communes du département[14] ;
- la « vallée moyenne des Gardons » (1 848 ha), couvrant 24 communes du département[15].

Carte des ZNIEFF de type 1 et 2 à Saint-Geniès-de-Malgoirès.
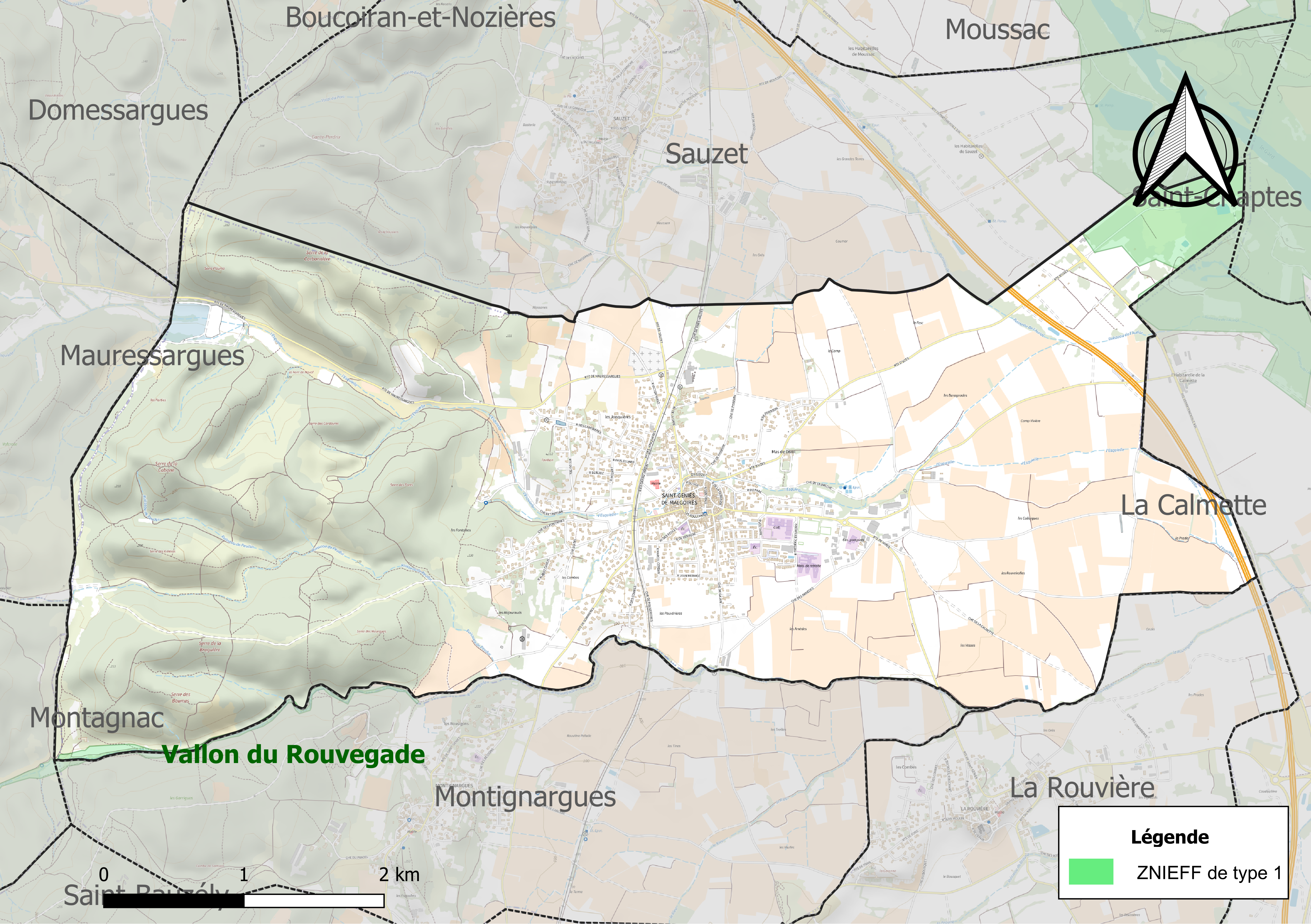
Carte des ZNIEFF de type 1 sur la commune.
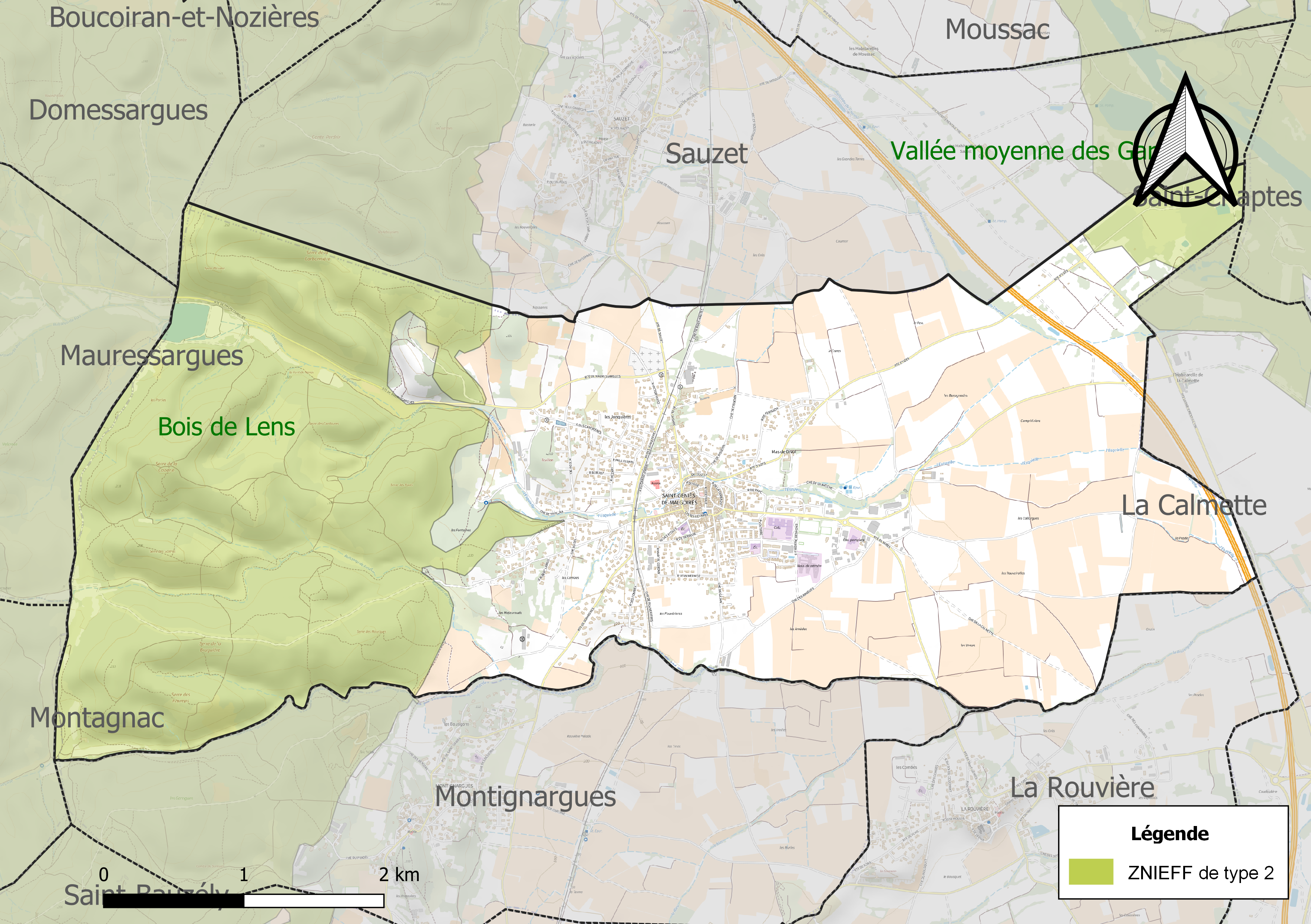
Carte des ZNIEFF de type 2 sur la commune.

## Urbanisme

### Typologie
Au 1er janvier 2024, Saint-Geniès-de-Malgoirès est catégorisée petite ville, selon la nouvelle grille communale de densité à sept niveaux définie par l'Insee en 2022.
Elle appartient à l'unité urbaine de Saint-Geniès-de-Malgoirès, une agglomération intra-départementale regroupant deux  communes, dont elle est ville-centre,,. Par ailleurs la commune fait partie de l'aire d'attraction de Nîmes, dont elle est une commune de la couronne,. Cette aire, qui regroupe 92 communes, est catégorisée dans les aires de 200 000 à moins de 700 000 habitants,.

### Occupation des sols
L'occupation des sols de la commune, telle qu'elle ressort de la base de données européenne d’occupation biophysique des sols Corine Land Cover (CLC), est marquée par l'importance des territoires agricoles (50 % en 2018), en diminution par rapport à 1990 (53,4 %). La répartition détaillée en 2018 est la suivante : 
cultures permanentes (44 %), forêts (29,3 %), zones urbanisées (12,4 %), milieux à végétation arbustive et/ou herbacée (8,4 %), zones agricoles hétérogènes (6 %). L'évolution de l’occupation des sols de la commune et de ses infrastructures peut être observée sur les différentes représentations cartographiques du territoire : la carte de Cassini (XVIIIe siècle), la carte d'état-major (1820-1866) et les cartes ou photos aériennes de l'IGN pour la période actuelle (1950 à aujourd'hui).

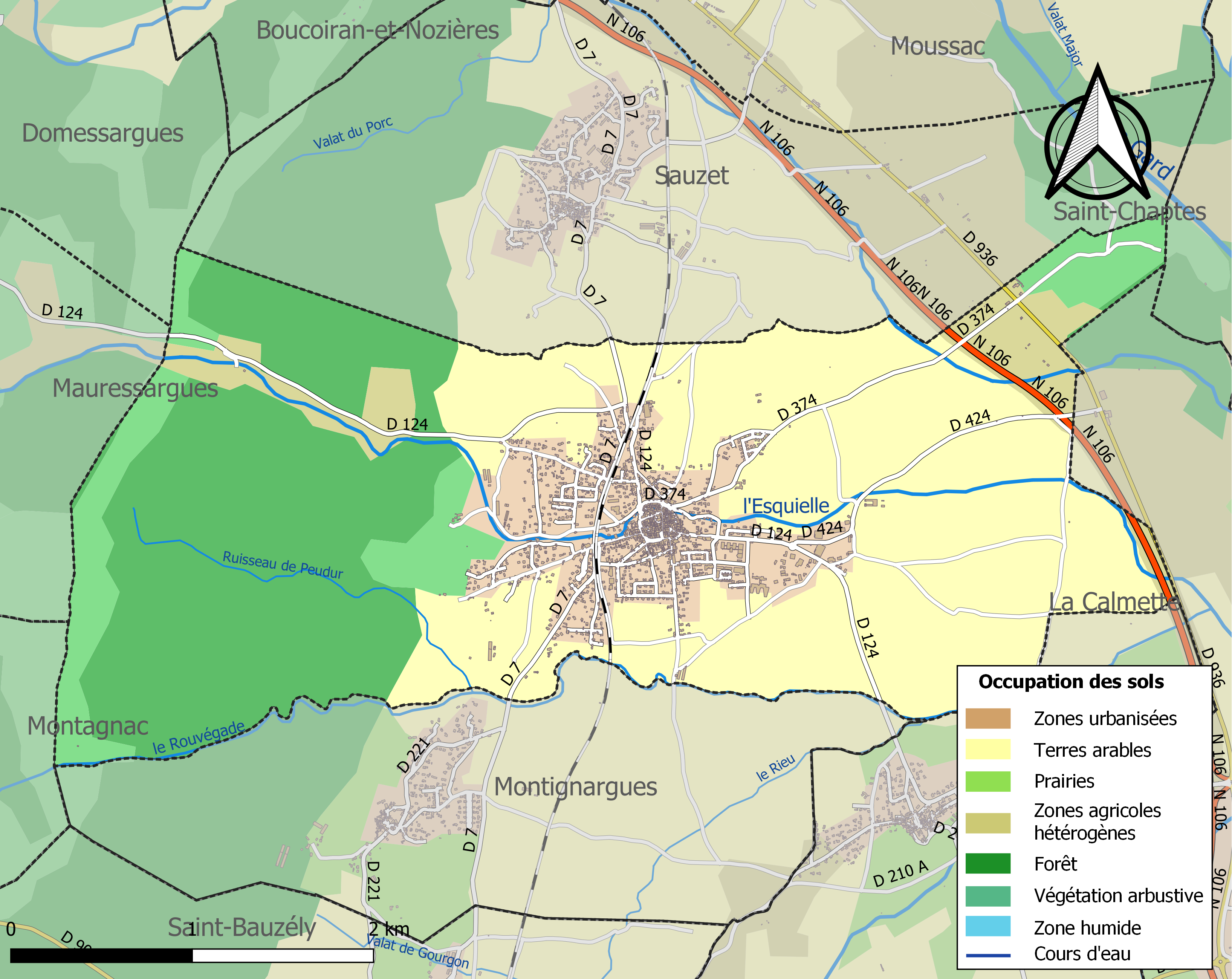
Carte des infrastructures et de l'occupation des sols de la commune en 2018 (CLC).

### Risques majeurs
Le territoire de la commune de Saint-Geniès-de-Malgoirès est vulnérable à différents aléas naturels : météorologiques (tempête, orage, neige, grand froid, canicule ou sécheresse), inondations, feux de forêts et séisme (sismicité faible). Il est également exposé à deux risques technologiques, le transport de matières dangereuses et la rupture d'un barrage. Un site publié par le BRGM permet d'évaluer simplement et rapidement les risques d'un bien localisé soit par son adresse soit par le numéro de sa parcelle.

#### Risques naturels
Certaines parties du territoire communal sont susceptibles d’être affectées par le risque d’inondation par débordement de cours d'eau et par une crue torrentielle ou à montée rapide de cours d'eau, notamment le ruisseau de l'Auriol et l'Esquielle. La commune a été reconnue en état de catastrophe naturelle au titre des dommages causés par les inondations et coulées de boue survenues en 1982, 1994, 1995 et 2002,.

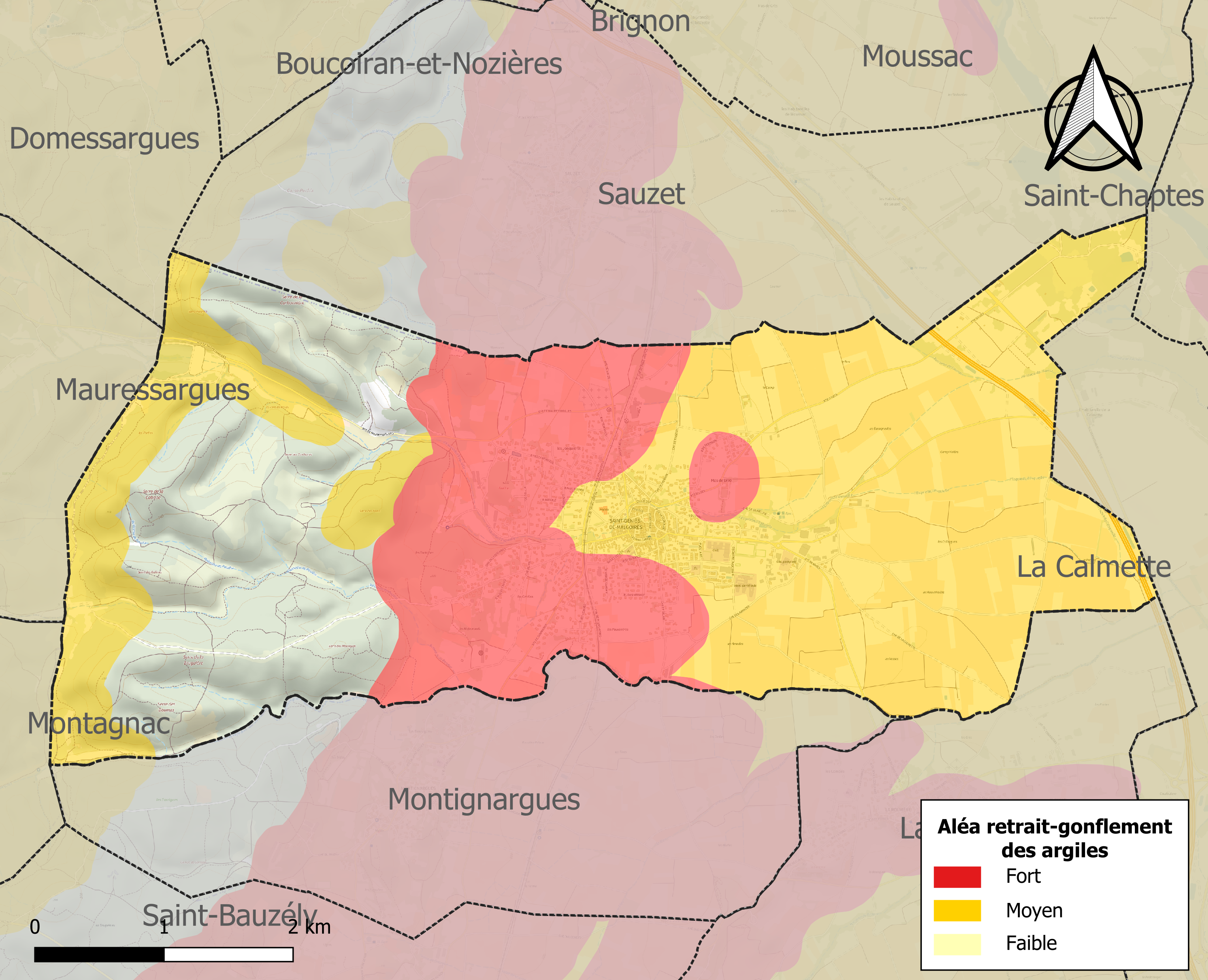
Carte des zones d'aléa retrait-gonflement des sols argileux de Saint-Geniès-de-Malgoirès.

Le retrait-gonflement des sols argileux est susceptible d'engendrer des dommages importants aux bâtiments en cas d’alternance de périodes de sécheresse et de pluie. 76,8 % de la superficie communale est en aléa moyen ou fort (67,5 % au niveau départemental et 48,5 % au niveau national). Sur les 1 007 bâtiments dénombrés sur la commune en 2019, 1007 sont en aléa moyen ou fort, soit 100 %, à comparer aux 90 % au niveau départemental et 54 % au niveau national. Une cartographie de l'exposition du territoire national au retrait gonflement des sols argileux est disponible sur le site du BRGM,.
Par ailleurs, afin de mieux appréhender le risque d’affaissement de terrain, l'inventaire national des cavités souterraines permet de localiser celles situées sur la commune.

#### Risques technologiques
Le risque de transport de matières dangereuses sur la commune est lié à sa traversée par des infrastructures routières ou ferroviaires importantes ou la présence d'une canalisation de transport d'hydrocarbures. Un accident se produisant sur de telles infrastructures est en effet susceptible d’avoir des effets graves au bâti ou aux personnes jusqu’à 350 m, selon la nature du matériau transporté. Des dispositions d’urbanisme peuvent être préconisées en conséquence.
La commune est en outre située en aval du barrage de Sainte-Cécile-d'Andorge, un ouvrage de classe A doté d'un PPI. À ce titre elle est susceptible d’être touchée par l’onde de submersion consécutive à la rupture de cet ouvrage.

## Histoire
Le nom du village évolue au cours des siècles :
Sanctus-Genesius-de-Mediogozes au XIIe siècle,
Saint Geniès de Malgoires au XVIe siècle,
Mont-Esquielle sous la Révolution.
En 1790, Saint-Geniès eut (avec 167 voix sur 176) le premier afrodescendant élu maire d'une commune française : Louis Guizot. Ses positions fédéraliste et girondine l'envoyèrent à la guillotine le 3 juillet 1794 à Nîmes.
Le 4 décembre 1815, un "rassemblement séditieux" fait sortir de prison un individu portant des boutons "à l'Aigle" tandis qu'un autre groupe conspue des gardes nationaux qui crient "Vive le roi!".
Son cousin François Guizot est ministre de Louis-Philippe : Intérieur en 1830, Instruction publique 1832-1836, Affaires étrangères 1840-1848, premier ministre 1847-1848. Habile politicien conservateur, il sut gérer une période agitée. Il est encore connu grâce à sa célèbre phrase : "Enrichissez-vous".
Une autre personnalité ayant vécu à Saint-Geniès fut Frédéric Desmons. Né en 1832 à Brignon (30), il est pasteur de 1856 à 1881 en particulier à Saint-Geniès. Il fut initié aux rites de la franc-maçonnerie en 1867 et créa une loge : « Le Progrès ». Il devint président du conseil de l'ordre du Grand Orient de France de 1889 à 1910 avec quelques interruptions.
Il est également député du Gard de 1881 à 1894 et sénateur de 1894 à 1910.
Il meurt et est enterré en 1910 à Saint-Geniès.
Un pont suspendu, aujourd'hui remplacé, a porté son nom.
Un collège inauguré en 2002 porte également son patronyme à Saint-Geniès.

## Héraldique
| Armes | Les armes de Saint-Geniès-de-Malgoirès se blasonnent ainsi : Écartelé : au premier et au quatrième fascé d'or et de sinople, au deuxième et au troisième de gueules aux trois bandes d'or. |

## Politique et administration

### Rattachements électoraux
Pour l'élection des députés, elle fait partie de la quatrième circonscription du Gard.

### Tendances politiques et résultats
| Période                                  | Période          | Identité                      | Étiquette | Qualité                                                                            |
| ---------------------------------------- | ---------------- | ----------------------------- | --------- | ---------------------------------------------------------------------------------- |
| 7 février 1790                           |                  | Louis Guizot                  |           |                                                                                    |
| 1793                                     | 1812             | Antoine Bonnet                |           |                                                                                    |
| 1811                                     | 1813             | Louis Izaar Chambon           |           |                                                                                    |
| 1813                                     | 1822             | Louis Maigron                 |           |                                                                                    |
| 1823                                     |                  | Guizot                        |           |                                                                                    |
| 1826                                     |                  | Jacques Lazare Rivière        |           |                                                                                    |
| 1832                                     |                  | François Guiraud              |           |                                                                                    |
| 1837                                     |                  | David Laporte                 |           |                                                                                    |
| 1843                                     | 1852             | François Boisson              |           |                                                                                    |
| 1852                                     | 1862             | Antoine Puget                 |           |                                                                                    |
| 1862                                     |                  | Guillaume Ducros              |           |                                                                                    |
| 27 août 1870                             | 6 mai 1871       | Guillaume Ducros              |           |                                                                                    |
| 7 mai 1871                               | 10 mars 1874     | Pierre Blanc                  |           |                                                                                    |
| 11 mars 1874                             | 27 décembre 1874 | Guillaume Ducros              |           |                                                                                    |
| 28 décembre 1874                         | 18 janvier 1878  | Albin Faget                   |           |                                                                                    |
| 20 janvier 1878                          | 14 mars 1881     | Ernest Lanteires              |           |                                                                                    |
| 15 mars 1881                             | 8 août 1888      | François Graverol             |           |                                                                                    |
| 9 août 1888                              | 14 mai 1892      | Guillaume Ducros              |           |                                                                                    |
| 15 mai 1892                              | 11 juillet 1906  | Léon Bonnet                   |           |                                                                                    |
| 12 juillet 1906                          | 19 mai 1908      | Gaston Treillis               |           |                                                                                    |
| 16 mai 1908                              | 9 décembre 1919  | Constantin Boucoiran          |           |                                                                                    |
| 10 décembre 1919                         | 16 mai 1925      | Edwy Féline                   |           |                                                                                    |
| 17 mai 1925                              | 26 mars 1930     | Gaston Perrier                |           |                                                                                    |
| 27 mars 1930                             | 11 mai 1935      | Roger Arnassan                |           |                                                                                    |
| 12 mai 1935                              | 16 août 1944     | Elie Perrier                  |           |                                                                                    |
| 17 août 1944                             | 5 mai 1945       | Antonin Combarmond            |           |                                                                                    |
| 6 mai 1945                               | 26 mars 1965     | Elie Perrier                  |           |                                                                                    |
| 27 mars 1965                             | 1967             | André Vielles                 |           |                                                                                    |
| 1967                                     | 30 mars 1977     | Paul Ginane                   |           | Viticulteur                                                                        |
| 31 mars 1977                             | 21 mars 2008     | Marc Noguier                  | DVG       | Professeur                                                                         |
| 22 mars 2008                             | 14 mars 2020     | Michel Martin                 | PCF       | Retraité de La Poste, Président de la Communauté de communes de Leins Gardonnenque |
| 16 mars 2020                             | En cours         | Jean-Francois Durand-Coutelle | LR        | Comptable, Vice-Président de Nîmes Métropole                                       |
| Les données manquantes sont à compléter. |                  |                               |           |                                                                                    |

## Démographie
L'évolution du nombre d'habitants est connue à travers les recensements de la population effectués dans la commune depuis 1793. Pour les communes de moins de 10 000 habitants, une enquête de recensement portant sur toute la population est réalisée tous les cinq ans, les populations de référence des années intermédiaires étant quant à elles estimées par interpolation ou extrapolation. Pour la commune, le premier recensement exhaustif entrant dans le cadre du nouveau dispositif a été réalisé en 2007.

En 2022, la commune comptait 3 172 habitants, en évolution de +6,05 % par rapport à 2016 (Gard : +2,97 %, France hors Mayotte : +2,11 %).
| 1793  | 1800  | 1806  | 1821  | 1831  | 1836  | 1841  | 1846  | 1851  |
| ----- | ----- | ----- | ----- | ----- | ----- | ----- | ----- | ----- |
| 1 194 | 1 049 | 1 192 | 1 306 | 1 308 | 1 215 | 1 247 | 1 206 | 1 230 |

| 1856  | 1861  | 1866  | 1872  | 1876  | 1881 | 1886 | 1891  | 1896  |
| ----- | ----- | ----- | ----- | ----- | ---- | ---- | ----- | ----- |
| 1 275 | 1 269 | 1 234 | 1 280 | 1 160 | 981  | 934  | 1 022 | 1 023 |

| 1901  | 1906  | 1911  | 1921  | 1926  | 1931  | 1936  | 1946  | 1954  |
| ----- | ----- | ----- | ----- | ----- | ----- | ----- | ----- | ----- |
| 1 104 | 1 074 | 1 096 | 1 004 | 1 014 | 1 030 | 1 005 | 1 020 | 1 052 |

| 1962  | 1968  | 1975  | 1982  | 1990  | 1999  | 2006  | 2007  | 2012  |
| ----- | ----- | ----- | ----- | ----- | ----- | ----- | ----- | ----- |
| 1 114 | 1 084 | 1 155 | 1 252 | 1 696 | 1 853 | 2 460 | 2 546 | 2 932 |

| 2017  | 2022  | - | - | - | - | - | - | - |
| ----- | ----- | - | - | - | - | - | - | - |
| 3 007 | 3 172 | - | - | - | - | - | - | - |

## Économie

### Revenus
En 2018  (données Insee publiées en septembre 2021), la commune compte 1 199 ménages fiscaux, regroupant 2 898 personnes. La médiane du revenu disponible par unité de consommation est de 19 460 € (20 020 € dans le département). 40 % des ménages fiscaux sont imposés (43,9 % dans le département).

### Emploi
|                | 2008   | 2013   | 2018   |
| -------------- | ------ | ------ | ------ |
| Commune        | 10,4 % | 13,1 % | 12,1 % |
| Département    | 10,6 % | 12 %   | 12 %   |
| France entière | 8,3 %  | 10 %   | 10 %   |

En 2018, la population âgée de 15 à 64 ans s'élève à 1 933 personnes, parmi lesquelles on compte 73,1 % d'actifs (61,1 % ayant un emploi et 12,1 % de chômeurs) et 26,9 % d'inactifs,. En  2018, le taux de chômage communal (au sens du recensement) des 15-64 ans est supérieur à celui de la France et du département, alors qu'il était inférieur à celui du département en 2008.
La commune fait partie de la couronne de l'aire d'attraction de Nîmes, du fait qu'au moins 15 % des actifs travaillent dans le pôle,. Elle compte 685 emplois en 2018, contre 643 en 2013 et 571 en 2008. Le nombre d'actifs ayant un emploi résidant dans la commune est de 1 189, soit un indicateur de concentration d'emploi de 57,6 % et un taux d'activité parmi les 15 ans ou plus de 58,8 %.
Sur ces 1 189 actifs de 15 ans ou plus ayant un emploi, 278 travaillent dans la commune, soit 23 % des habitants. Pour se rendre au travail, 86,1 % des habitants utilisent un véhicule personnel ou de fonction à quatre roues, 4,8 % les transports en commun, 5,8 % s'y rendent en deux-roues, à vélo ou à pied et 3,3 % n'ont pas besoin de transport (travail au domicile).

### Activités hors agriculture

#### Secteurs d'activités
257 établissements sont implantés  à Saint-Geniès-de-Malgoirès au 31 décembre 2019. Le tableau ci-dessous en détaille le nombre par secteur d'activité et compare les ratios avec ceux du département,.
| Secteur d'activité                                                                                        | Commune | Commune | Département |
| Secteur d'activité                                                                                        | Nombre  | %       | %           |
| --- | ------- | ------- | ----------- |
| Ensemble                                                                                                  | 257     | 100 %   | (100 %)     |
| Industrie manufacturière, industries extractives et autres                                                | 32      | 12,5 %  | (7,9 %)     |
| Construction                                                                                              | 51      | 19,8 %  | (15,5 %)    |
| Commerce de gros et de détail, transports, hébergement et restauration                                    | 63      | 24,5 %  | (30 %)      |
| Information et communication                                                                              | 9       | 3,5 %   | (2,2 %)     |
| Activités financières et d'assurance                                                                      | 5       | 1,9 %   | (3 %)       |
| Activités immobilières                                                                                    | 7       | 2,7 %   | (4,1 %)     |
| Activités spécialisées, scientifiques et techniques et activités de services administratifs et de soutien | 31      | 12,1 %  | (14,9 %)    |
| Administration publique, enseignement, santé humaine et action sociale                                    | 37      | 14,4 %  | (13,5 %)    |
| Autres activités de services                                                                              | 22      | 8,6 %   | (8,8 %)     |

Le secteur du commerce de gros et de détail, des transports, de l'hébergement et de la restauration est prépondérant sur la commune puisqu'il représente 24,5 % du nombre total d'établissements de la commune (63 sur les 257 entreprises implantées  à Saint-Geniès-de-Malgoirès), contre 30 % au niveau départemental.

#### Entreprises et commerces
Les cinq entreprises ayant leur siège social sur le territoire communal qui génèrent le plus de chiffre d'affaires en 2020 sont : 
- Equip Autos, intermédiaires du commerce en machines, équipements industriels, navires et avions (4 542 k€) ;
- Roda, entretien et réparation de véhicules automobiles légers (2 694 k€) ;
- Equiptel Arles, commerce de détail de matériels de télécommunication en magasin spécialisé (2 273 k€) ;
- Umaneo, conseil pour les affaires et autres conseils de gestion (265 k€) ;
- Midi Diag, analyses, essais et inspections techniques (108 k€).

### Agriculture
Le nombre d'exploitations agricoles en activité et ayant leur siège dans la commune est de 28 lors du recensement agricole de 2020 et la surface agricole utilisée de 376 ha,.

## Culture locale et patrimoine

### Lieux et monuments
- Église Saint-Geniès de Saint-Geniès-de-Malgoirès.
- Temple protestant de Saint-Geniès-de-Malgoirès.
- Tour de l'horloge
- Fontaine monumentale en fonte
- Gare à l'architecture de briques rouges d'inspiration anglaise comme celle de Ners

## Vie culturelle et associative
Chaque année, les derniers vendredi, samedi et dimanche de février, Saint-Geniès-de-Malgoirès accueille le Festival du film taurin. À cette occasion, des arènes improvisées sont construites permettant des démonstrations taurines. Il est organisé une abrivado dans le village, comme lors de certaines manifestations organisées par les nombreuses associations durant la belle saison. Apéritif et repas de midi sont proposés à cette occasion.
Le premier samedi de mai a lieu la foire du village à l'occasion de laquelle de très nombreux exposants professionnels proposent des produits de leur fabrication, et d'autres, occasionnels et privés, essaient de se défaire d'objets dont ils n'ont plus l'usage ou considèrent comme obsolètes. Les collectionneurs ou amateurs de raretés apprécient ces rencontres et se retrouvent nombreux dans les stands.
Le 13 juillet est organisé un « repas républicain » en soirée avec apéritif et soirée dansante.
Lors de la fête votive (début août), qui dure cinq jours, il y a une abrivado pratiquement quotidienne, dont une abrivado longue qui démarre de la « cabane des chasseurs » (déplacée par la construction du barrage anti-crue à l'automne 2010), empruntant la route de Mauressargues.
En automne, le village accueille, le premier dimanche d'octobre, la fête de la « Conf », à savoir la Confédération paysanne du Gard. On peut y déguster et acheter des produits du terroir, pratiquement tous garantis « bio », y trouver des stands d'artisans qui proposent des fabrications d'objets « à l'ancienne » et de qualité.
Toutes les organisations, associations, collectifs peuvent exposer gratuitement sur demande.
Apéritif et repas sont proposés.

### Personnalités liées à la commune
- Frédéric Desmons (1832-1910)
- Bernadette Lafont (1938-2013)
- Paul Natali (1933-2020)
- Michel Jas, pasteur réformé